# Michael Pezzetta
Michael Pezzetta, född 13 mars 1998, är en kanadensisk professionell ishockeyforward som spelar för Montreal Canadiens i National Hockey League (NHL).
Han har tidigare spelat för Rocket de Laval i American Hockey League (AHL); Maine Mariners i ECHL samt Sudbury Wolves och Sarnia Sting i Ontario Hockey League (OHL).
Pezzetta draftades av Montreal Canadiens i sjätte rundan i 2016 års draft som 160:e spelare totalt.

## Statistik
| 2013–2014  | Mississauga Senators | GTHL       | 29  | 11 | 15 | 26  | 32  | 10 | 4 | 7 | 11 | 18 |
| 2014–2015  | Sudbury Wolves       | OHL        | 61  | 5  | 7  | 12  | 56  | —  | — | — | —  | —  |
| 2015–2016  | Sudbury Wolves       | OHL        | 64  | 10 | 18 | 28  | 98  | —  | — | — | —  | —  |
| 2016–2017  | Sudbury Wolves       | OHL        | 54  | 10 | 9  | 19  | 88  | 5  | 2 | 0 | 2  | 17 |
| 2017–2018  | Sudbury Wolves       | OHL        | 35  | 15 | 16 | 31  | 53  | —  | — | — | —  | —  |
|            | Sarnia Sting         | OHL        | 27  | 8  | 13 | 21  | 26  | 12 | 1 | 1 | 2  | 15 |
| 2018–2019  | Rocket de Laval      | AHL        | 55  | 6  | 4  | 10  | 77  | —  | — | — | —  | —  |
|            | Maine Mariners       | ECHL       | 3   | 0  | 0  | 0   | 6   | —  | — | — | —  | —  |
| 2019–2020  | Rocket de Laval      | AHL        | 32  | 2  | 2  | 4   | 63  | —  | — | — | —  | —  |
| 2020–2021  | Rocket de Laval      | AHL        | 20  | 2  | 3  | 5   | 30  | —  | — | — | —  | —  |
| 2021–2022  | Montreal Canadiens   | NHL        | 51  | 5  | 6  | 11  | 81  | —  | — | — | —  | —  |
|            | Rocket de Laval      | AHL        | 8   | 3  | 3  | 6   | 16  | —  | — | — | —  | —  |
| 2022–2023  | Montreal Canadiens   | NHL        | 63  | 7  | 8  | 15  | 77  | —  | — | — | —  | —  |
| NHL totalt | NHL totalt           | NHL totalt | 114 | 12 | 14 | 26  | 158 | —  | — | — | —  | —  |
| AHL totalt | AHL totalt           | AHL totalt | 115 | 13 | 12 | 25  | 186 | —  | — | — | —  | —  |
| OHL totalt | OHL totalt           | OHL totalt | 241 | 48 | 63 | 111 | 321 | 17 | 3 | 1 | 4  | 32 |